# Kisboldogasszony-templom (Máriaremete)
A máriaremetei Kisboldogasszony-bazilika, plébánia és zarándokhely Budapest II. kerületében, a Mária-úton. 1993 óta az Esztergom-Budapesti főegyházmegyéhez tartozik, a főegyházmegye jelenlegi főpásztora dr. Erdő Péter bíboros, prímás, Esztergom-budapesti érsek. A templom jelenlegi plébánosa Esterházy László.

## Története
A török hódoltság alatt az ország más falvaihoz hasonlóan a Buda környéki községek jó része is elpusztult. A gazda nélkül maradt hidegkúti birtokot Kurz Ignác báró, királyi kamarás kapta, és a „divatnak” megfelelően 1697-ben precíz, szorgos munkához szokott német családokat telepített le, de a katolikus vallású Rajna-vidéki emberek többsége csak az 1720-as években költözött ide.

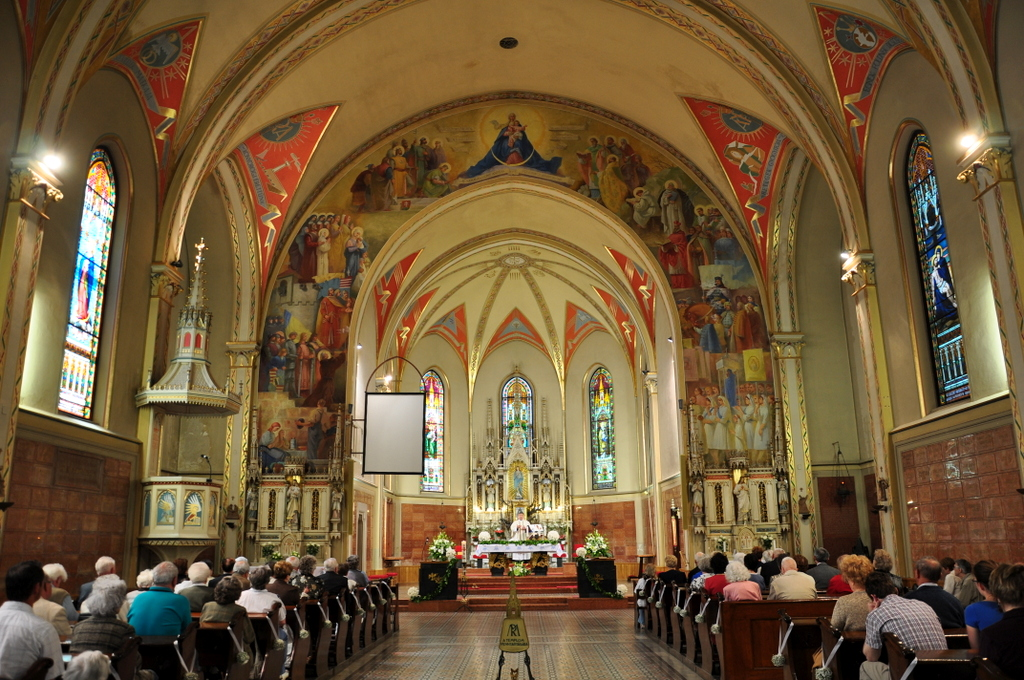
A templom belső tere

Egy fiatal lány, Thalwieser Katalin is magával hozta a svájci einsiedelni bencés kolostor templomából Mária csodatévő képmását, aminek eredetijét egy Meinard nevű svájci remete készítette. Katalin a Boldogságos Szűz képmásának tulajdonította, hogy boldog házasságot kötött egy Liezenpold György nevű jómódú polgárral. A képet kiakasztotta a közeli erdő egyik tölgyfájára (a forrásokban tölgy- és kőrisfát egyaránt említenek); ennek maradványait 1968-ban találták meg. A legenda szerint az idős, vak budai Forstmar asszony a Boldogságos Szűz előtt imádkozva visszanyerte szeme világát. Ennek hírére indult meg a búcsújárás a csodatévő helyre, ahol az akkori földesúr Trsztyánszky Ignác utasítására 1783-ban deszkakápolnát építettek.
A kibontakozó Mária-tisztelet jele a XVIII-XIX. század fordulóján a kegykép számára készített copf stílusú, aranyozott fakeret. A kép és a hely a „remete" nevet a svájci Einsiedelnről, a kultusz eredeti helyéről nyerte. A megmaradt néhány XIX. századi fogadalmi tárgy közül különösen érdekes az 1838-as pest-budai árvíz alkalmából felajánlott fogadalmi kép, amelyen az óbudai Selyemgombolyító látható.

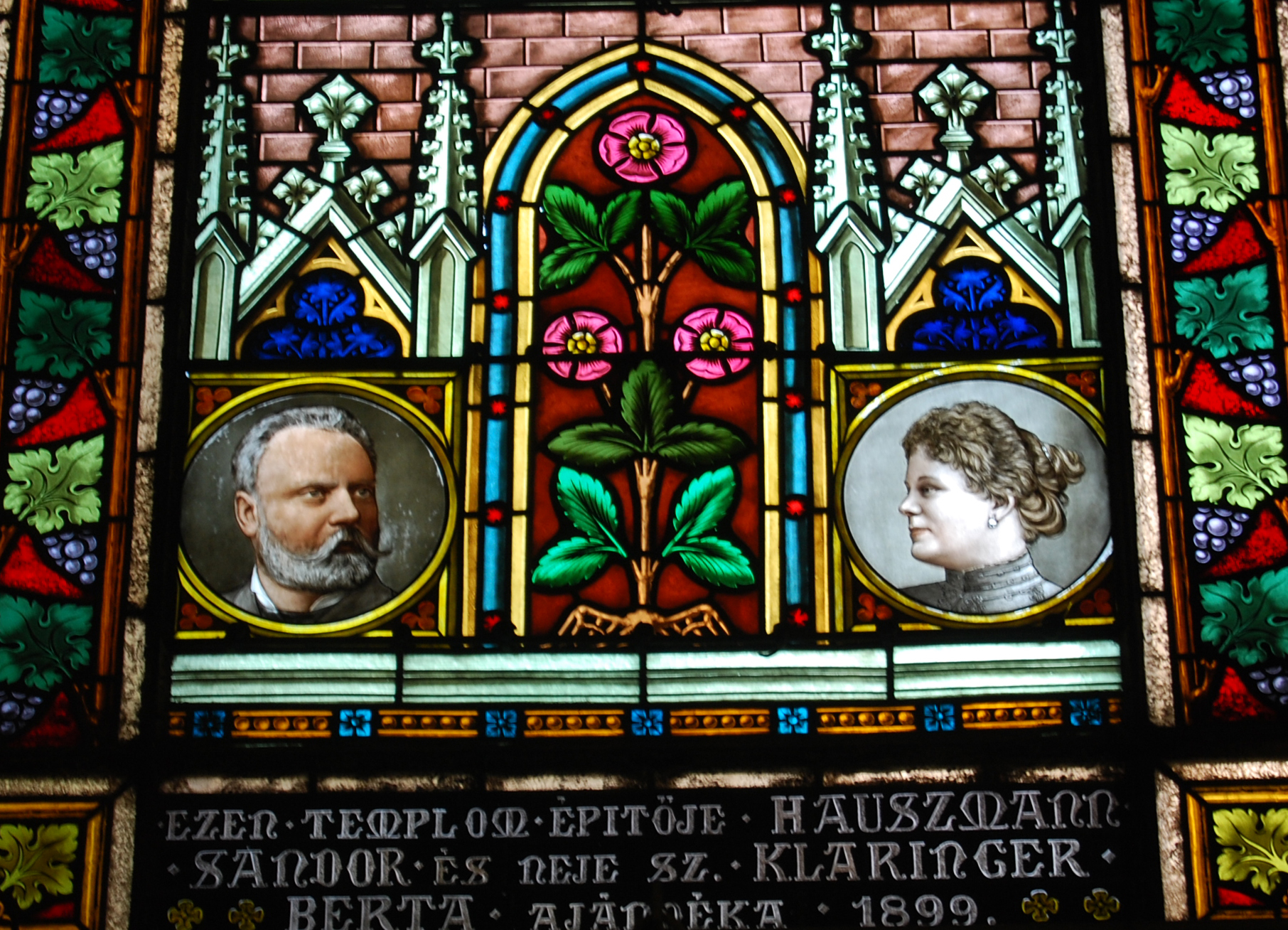
A templom építtetői

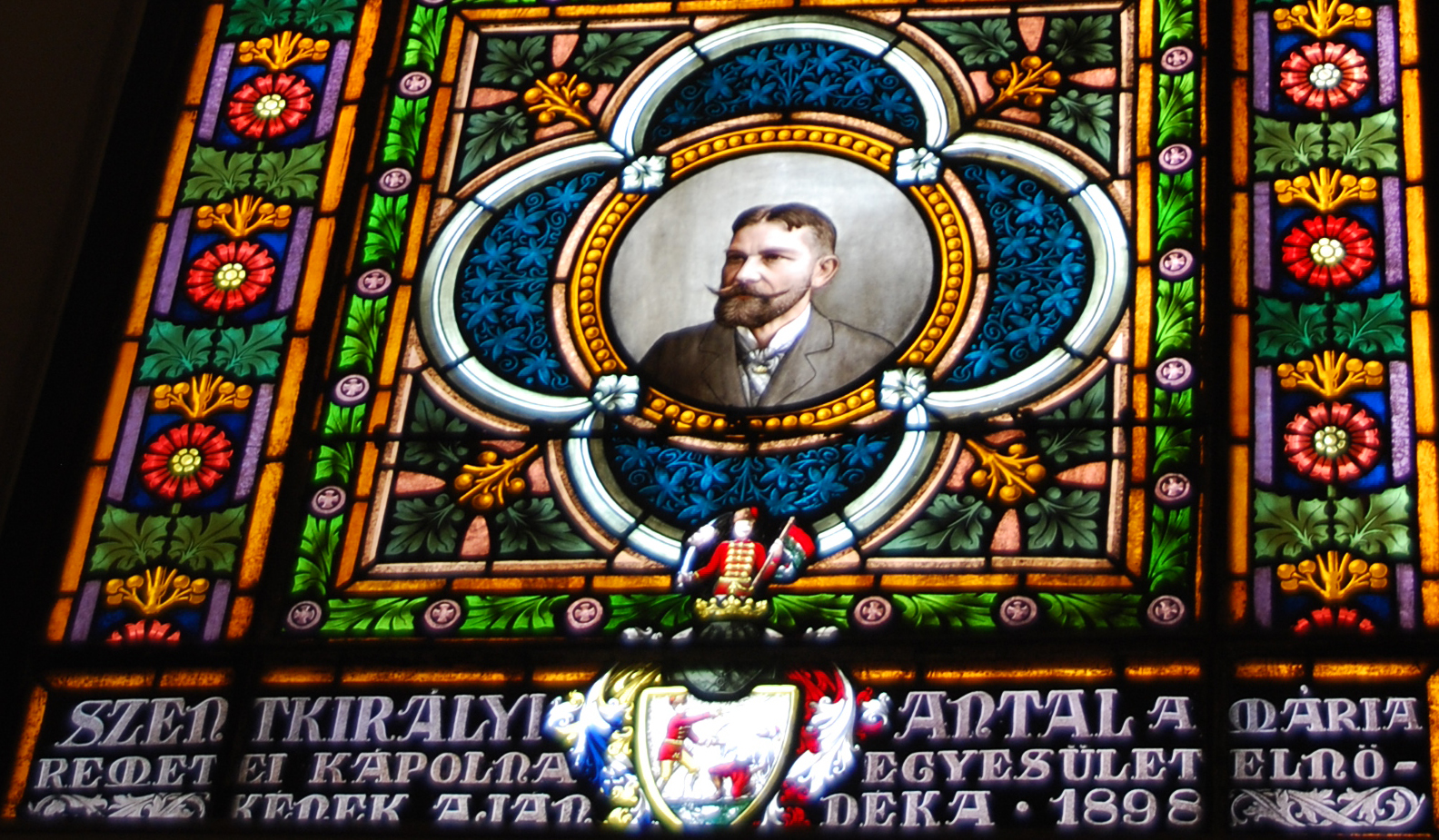
Szentkirályi Antal

A kápolnát a megnövekedett forgalom miatt a földbirtokos özvegye háromszáz férőhelyesre bővíttette a Kisboldogasszony tiszteletére. Az évekig tartó munka idejére Séllyei Nagy Ignác székesfehérvári püspök a kegyképet a hidegkúti plébániatemplomba vitette, és ott a szent Kereszt oltáron őrizték. 1829-ben került vissza az új kőkápolnába.
1875-ben alakult meg a Mária remete Boldogasszony Kápolna Egylet, amelynek célja egy megfelelő kegytemplom építése volt. Az egylet főleg német, óbudai és vízivárosi kisiparosok és szatócsok kezdeményezésére, Eberling Antal, Szentkirályi Antal és Gallauner Károly vezetése alatt jött létre. Páratlan tett volt ez akkor Magyarországon, hogy egy templomot nem püspök vagy földesúr, hanem a hívő közösség építsen. Külön említést érdemel Gebhardt Jozefa, aki 33 000 forintot áldozott a százezer forintos építkezésre. Az egylet első elnöke dr. Pauer János székesfehérvári püspök volt.  A templomot 1898-ban kezdték építeni úgy, hogy a teljesen épen álló kápolna körül felrakták a falakat, és a kápolnát csak akkor bontották le, amikor a templom már készen állt.

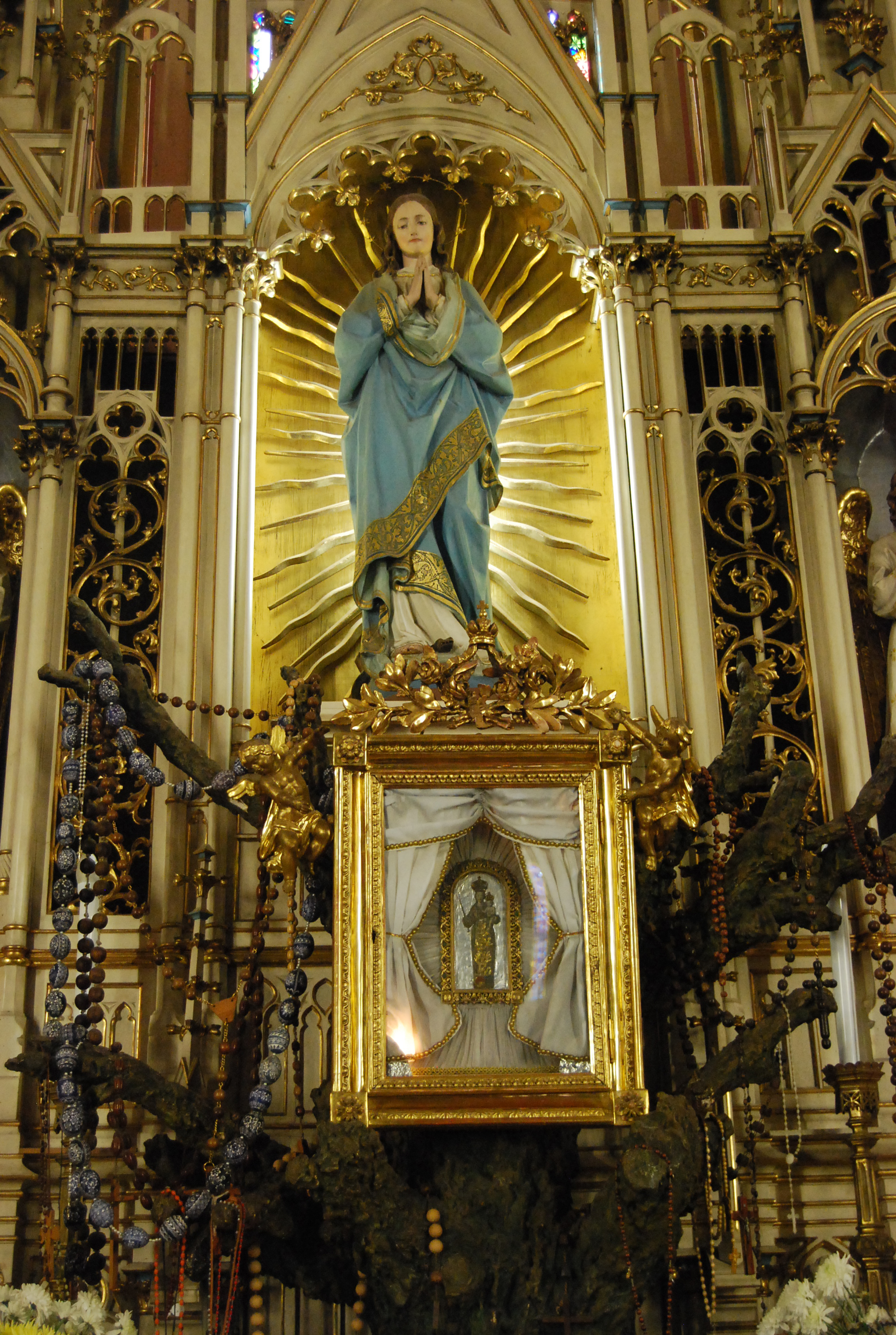
A templom szentélye

A tervet Schömer Ferenc és Hauszmann Alajos készítette, az építkezést Hauszmann Sándor építőmester felügyelte. Az új kegytemplomot 1899. október elsején szentelte fel Steiner Fülöp székesfehérvári megyés püspök, Wolafka Nándor és Bogisich Mihály címzetes püspökök, számos pap és mintegy tízezer hívő jelenlétében.
II. János Pál pápa 1991-ben a bazilika („basilica minor”) címet adományozta az egykor önálló Pesthidegkúton álló máriaremetei templomnak. A kegyhely máig a Boldogasszony búcsújáróhelye, fő célja az ősi Mária tisztelet ápolása és megőrzése.

## Az épület
A neogót stílusú templom 700 négyzetméteres. Hossza 44, szélessége 15, magassága ugyancsak tizenöt méter, a torony 54 méterre magasodik.

## Berendezése
Orgonáját, amit Gergely Ferenc tervei szerint Gonda Nándor épített át, a budai királyi várkápolnából kapta Ferenc József császár és Erzsébet magyar királyné adományaként. A harangokat az első világháborúban beöntötték, az újakat Prohászka Ottokár áldotta meg 1924. augusztus 31-én.
1928 és 1950 között szervita atyák gondozták a kegyhelyet. A templomban állt tölgyfa (amelyre Thalwieser Katalin a csodatévő képet kiakasztotta) elpusztult. Maradványait elégették, és hamuját belekeverték abba a műanyagba, amelyből a mostani fa készült. A kegykép ma ezen függ. 

## Búcsú
A templom fő búcsúi szentháromság vasárnapján (pünkösd utáni első vasárnap) és Kisboldogasszony ünnepén (szeptember 8.) vannak.

## Egyéb tudnivalók
A templom körül a parkolás ingyenes.
Egész évben tartanak esküvőket (de csak a templomban; a szabadtéri oltárnál nem). A templomban bármely katolikus pap eskethet. Esküvőre jelentkezni személyesen a plébánosnál lehet. Vendég orgonista a szertartáson nem játszhat.